# 아스투리아스 왕국
아스투리아스 왕국(라틴어: Asturorum Regnum)은 스페인 북서부에 존속했었던 기독교 국가이다. 오늘날 스페인과 포르투갈의 기원이 되는 나라이다.
서고트 왕국의 장군 펠라기우스가 우마이야 칼리파조의 군대를 격파하고 왕위에 오른 718년을 왕국의 성립년으로 정하였다. 794년 알폰수스 2세(재위 791∼842)가 수도를 오비에도로 옮겼으며, 914년 오르돈누스가 수도를 평야인 레온으로 옮겨 세습군주제로서의 레온 왕국을 창건하였다.
이 왕국은 이베리아 이슬람 왕조에 굴복하지 않고 200년간 존속했고 레온 왕국으로 계승되었다. 아스투리아스 왕국의 정치적 세력은 그리 강하지 않았으나 체계적인 교회 조직을 확립하여 고대 로마의 문화 위에 게르만 문화·서고트 문화·비잔틴 양식·롬바르드 등의 요소를 융합한 독자적인 건축양식을 만들어냈다.

## 같이 보기
- 레콩키스타
- 스페인의 광역자치주의 아스투리아스주
- 아스투리아스 국왕